# Guatteria hyposericea
Guatteria hyposericea är en kirimojaväxtart som beskrevs av Friedrich Ludwig Diels. Guatteria hyposericea ingår i släktet Guatteria och familjen kirimojaväxter. Inga underarter finns listade i Catalogue of Life.